# Leon Feliks Goldstand
Leon Feliks Goldstand (ur. 23 grudnia 1871 w Warszawie, zm. 7 października 1926 tamże) – polski dyplomata, bankier, ziemianin, polityk konserwatywny, działacz społeczny i charytatywny pochodzenia żydowskiego.

## Życiorys

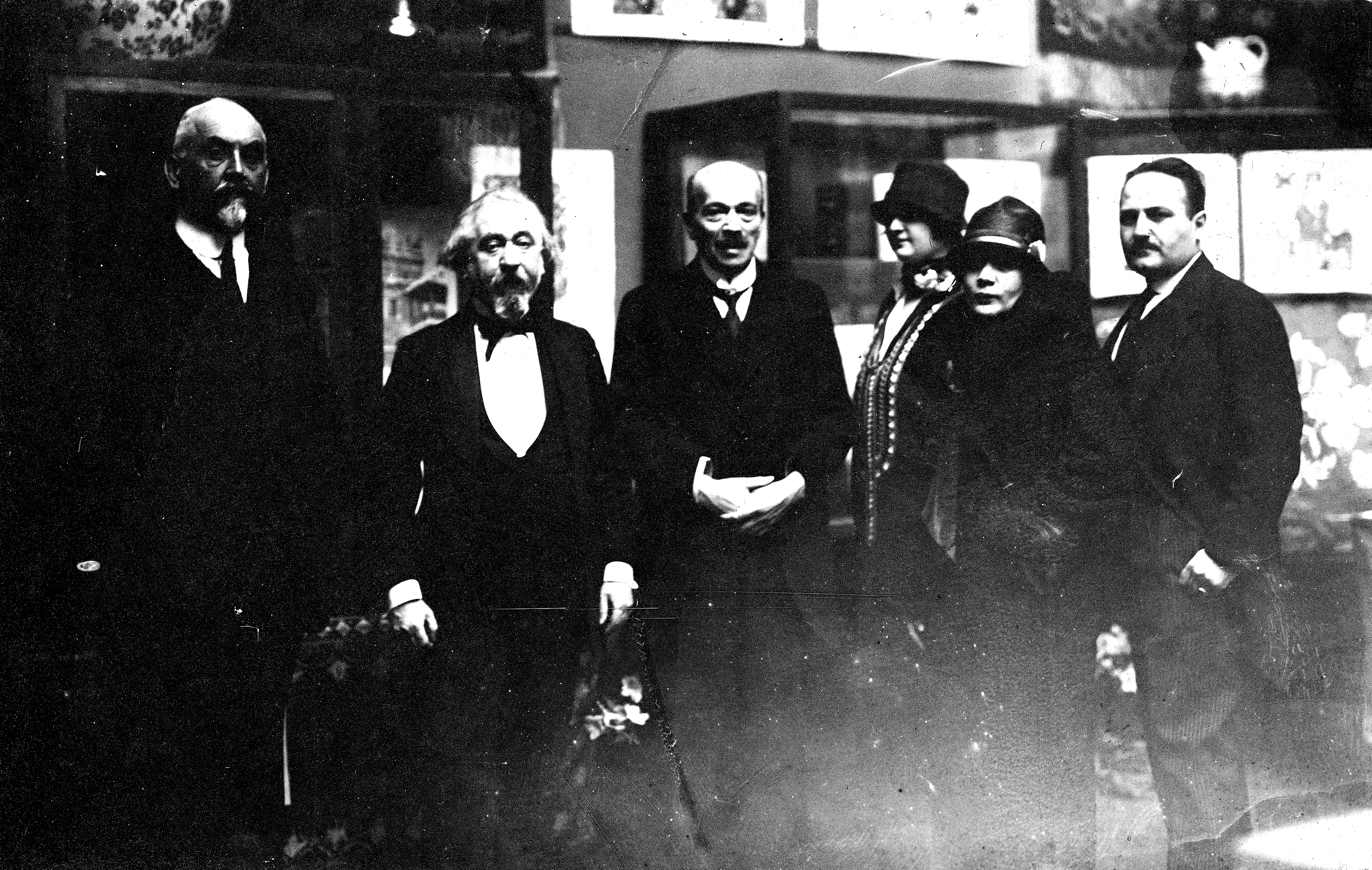
Leon Feliks Goldstand (trzeci od lewej), wraz z córką Janiną Wincentyną (trzecia od prawej), na Międzynarodowej Wystawie Książki we Florencji (3 maja 1925)

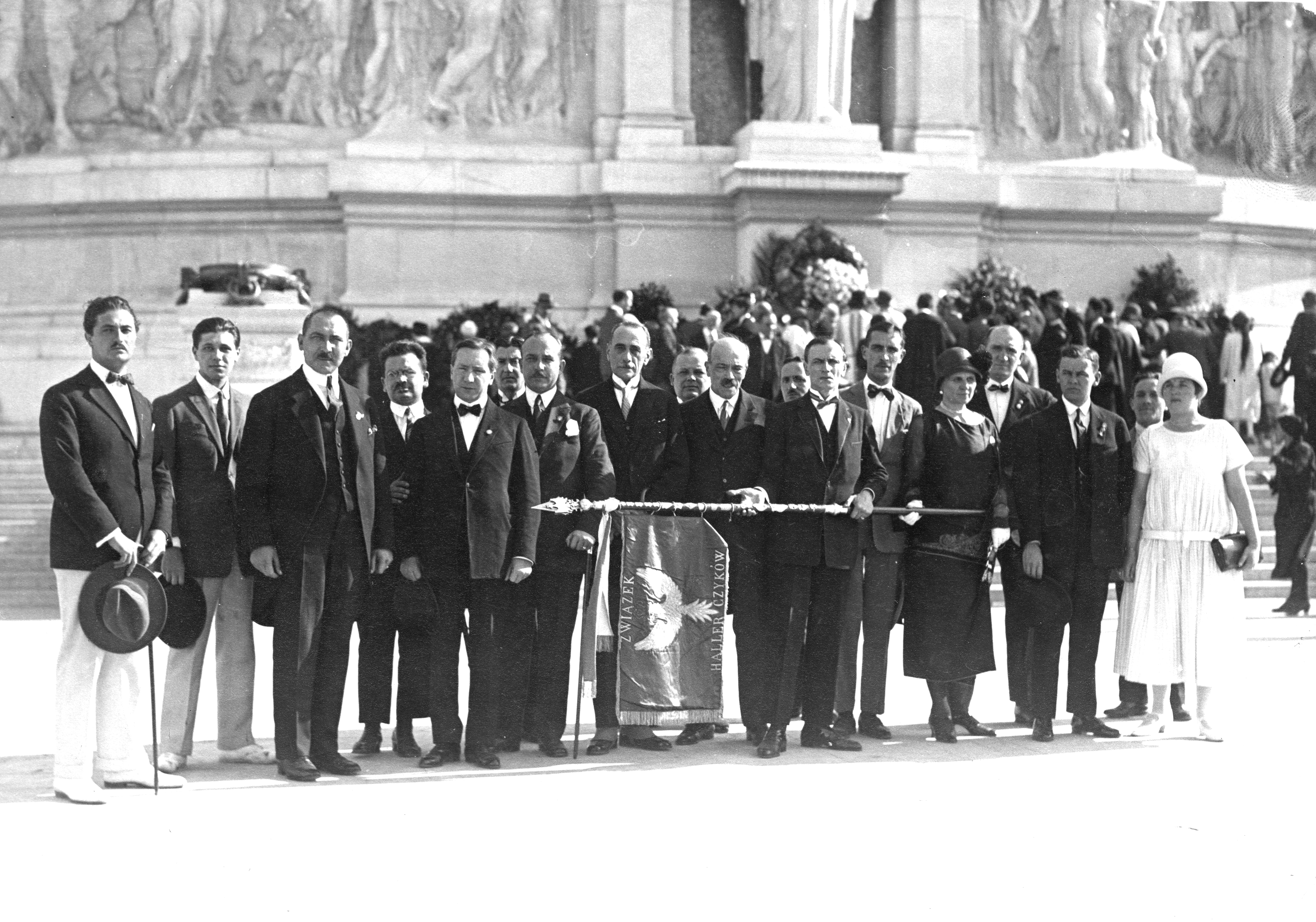
Leon Feliks Goldstand (piąty z prawej w pierwszym rzędzie), wraz z delegacją Związku Hallerczyków przed Grobem Nieznanego Żołnierza w Rzymie

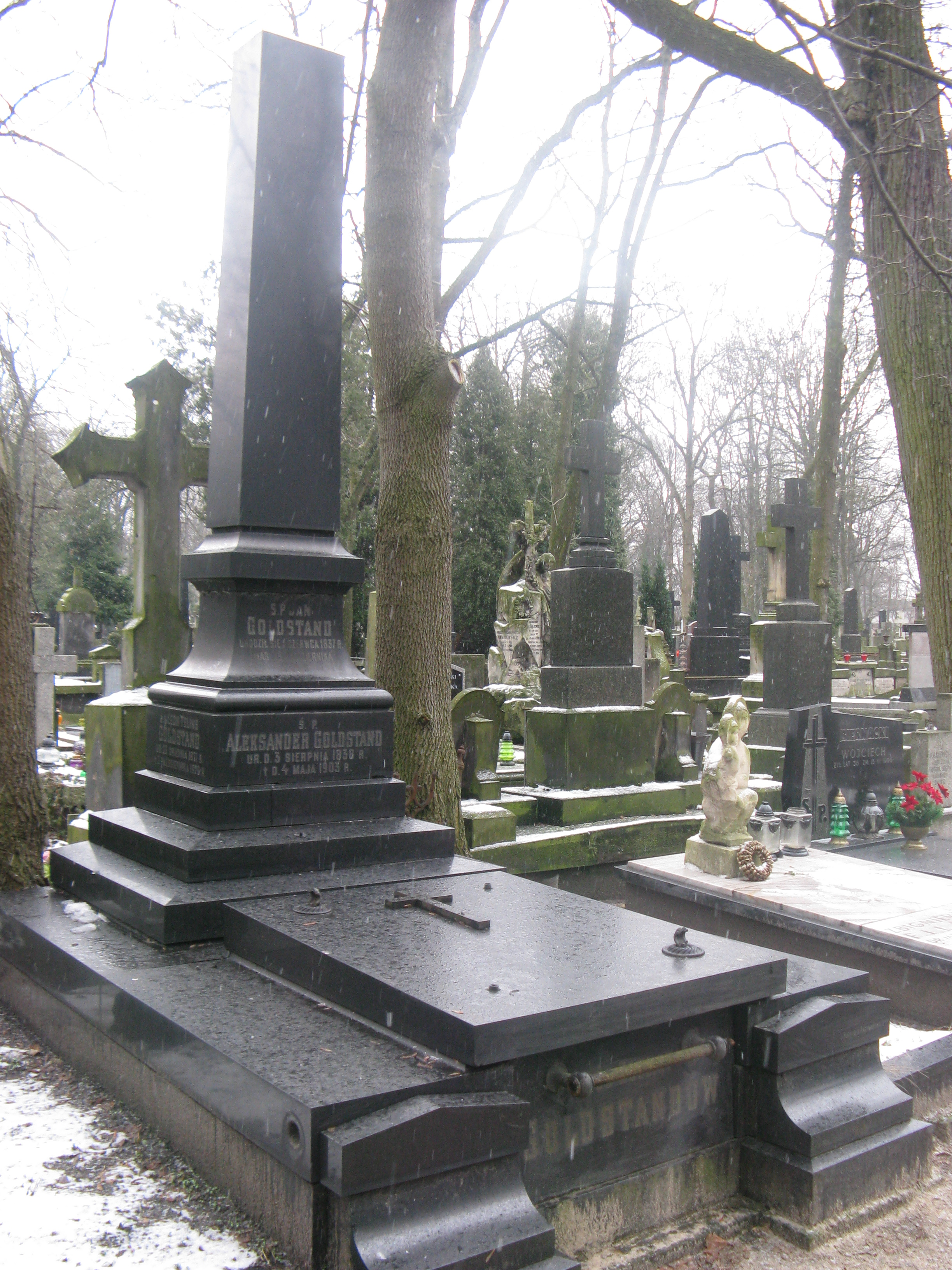
Grób Leona Feliksa Goldstanda na cmentarzu Powązkowskim

Uczęszczał do gimnazjum w Warszawie. Następnie ukończył ze złotym medalem kurs nauk Royal Agricultural College w Cirencester w Anglii. Studiował także w Berlinie.
W 1897 zakupił dobra zaborowskie. W 1899 został członkiem Muzeum Przemysłu i Rolnictwa w Warszawie. W tym samym roku utworzył wraz z Ludwikiem Spiessem, Władysławem Ciechanowieckim, Henrykiem Kozłowskim i Ryszardem Edwardem Kunitzerem spółkę dla produkcji superfosfatów i innych przetworów chemicznych o kapitale zakładowym pół miliona rubli. Spółka rok później przekształciła się w Towarzystwo Akcyjne Fabryki Superfosfatów i Przetworów Chemicznych „Strzemieszyce”, gdzie został zastępcą członka zarządu. Był miłośnikiem i propagatorem gry w tenisa. W 1900 zaprosił do swojego pałacu w Zaborowie utytułowanego tenisistę angielskiego Thomasa Burke'a, z którym rozegrał turniej tenisowy.
W 1901 został wybrany do komisji rewizyjnej rady opiekuńczej Towarzystwa Opieki nad Nieuleczalnie Chorymi. W 1908 został wybrany prezesem Towarzystwa Przytulisk Niedoli Dziecięcej. Był także członkiem honorowym grzybowskiego koła TPND. Własnym kosztem zakładał i utrzymywał liczne ochronki. W Zaborowie wybudował ambulatorium i zatrudnił felczera dla ludności wiejskiej. Ufundował tam szkołę, założył kasę oszczędności dla służby folwarcznej, a wysłużonych robotników rolnych obdarowywał ziemią. Sfinansował również remont kościoła św. Anny w Zaborowie. 
W 1912 był członkiem wspierającym Centralnego Towarzystwa Rolniczego. Był członkiem dożywotnim Towarzystwa Popierania Przemysłu Ludowego w Królestwie Polskim. W tym samym roku był członkiem Komitetu Warszawskiego Koła Sportowego. Był kolejno zastępcą członka Komitetu, członkiem Komitetu i członkiem Rady Towarzystwa Popierania Pracy Społecznej w Warszawie. Należał do Warszawskiej Resursy Kupieckiej. Był członkiem dożywotnim Towarzystwa Biblioteki Publicznej w Warszawie. Własnym sumptem wystawił monumentalną kamienicę Goldstanda, jedną z najwyższych w Warszawie, przy ówczesnym placu Zielonym. W 1912 sfinansował również budowę Miejskiego Zakładu Położniczego im. św. Zofii. Szpital otrzymał imię świętej Zofii, patronki położnych; imię to nosiła też matka fundatora placówki, która zmarła przy porodzie. Przed wojną działał w Stronnictwie Polityki Realnej.
Po wybuchu I wojny światowej zorganizował w pałacu w Zaborowie szpital, oddając sale pałacowe na rzecz rannych żołnierzy. Pracował w Komitecie Obywatelskim m.st. Warszawy obejmując sprawy finansowe. Był referentem prawno-dyscyplinarnym w kancelarii przybocznej Zdzisława Lubomirskiego. Po utworzeniu Rady Regencyjnej pełnił funkcję jej skarbnika. W 1918 był członkiem sejmiku powiatowego warszawskiego z kurii wielkiej własności ziemskiej. Wspierał Towarzystwo Zachęty Sztuk Pięknych, którego był skarbnikiem w latach I wojny światowej. Był kolekcjonerem sztuki. Posiadał w swoich zbiorach obrazy m.in. Józefa Brandta, Józefa Chełmońskiego i Apoloniusza Kędzierskiego. W 1919 był wiceprzewodniczącym Obywatelskiej Komisji Ofiarności Publicznej przy Wydziale Dobroczynności Publicznej Magistratu Miasta Stołecznego Warszawy.
W odrodzonej Polsce sprawował funkcję Konsula Generalnego Rzeczypospolitej Polskiej w Londynie oraz radcy handlowego polskiej ambasady w Wielkiej Brytanii. Po powrocie z Londynu pracował w Ministerstwie Spraw Zagranicznych jako naczelnik wydziału wschodniego i radca I-szej klasy. Kierował także oddziałem amerykańskim w MSZ i był radcą handlowym poselstwa polskiego w Stanach Zjednoczonych. W 1923 był jednym ze współzałożycieli Koła Dyplomatycznego w Warszawie. W tym samym roku był członkiem Komitetu Uczczenia Gabriela Narutowicza w Ministerstwie Spraw Zagranicznych. Następnie w 1924 został mianowany radcą legacyjnym przy Kwirynale w Rzymie. Z powodu przewlekłej choroby nerek i serca powrócił w lecie 1926 do Warszawy.
Zmarł 7 października 1926 w Warszawie po kilkumiesięcznej chorobie. 11 października został pochowany w grobowcu rodzinnym na cmentarzu Powązkowskim w Warszawie (kwatera 44-4-21, 22, 23)

## Rodzina
Był synem Jana Goldstanda (1837–1904), dyrektora Banku Międzynarodowego w Petersburgu i radcy stanu, oraz Zofii (Sary) z domu Horowitz (1852–1871), która zmarła w połogu po narodzinach Leona. W okresie dorosłym przyjął chrzest wraz ze swoim ojcem. Jego stryjem był Aleksander Goldstand, natomiast dziadem Leon Goldstand. Stryjecznym dziadem był zaś kupiec i sybirak Jakub Salinger.
21 listopada 1901 w kościele św. Doroty w Zawadach ożenił się z Zofią Dorotą Karoliną Karnkowską h. Junosza (1878–1968). Miał z nią jedną córkę, Janinę Wincentynę (1905–1991), która wyszła za mąż za Józefa Ludwika Stanisława Piotra Górskiego h. Bożawola, rotmistrza Wojska Polskiego, właściciela dóbr Ceranów.